# 強州
強州，元朝時設置的州。洪武十七年後廢。
屬茫部路軍民總管府。